# Постійна армія
Постійна армія це перманентна, часто професійна, армія. Вона складається з солдатів повної зайнятості (які можуть бути як кадровими військовослужбовцями, так і військовозобов'язаними) і не розпускається у мирний час. Вона відрізняється від армійського резерву, який набирається на довгострокову перспективу, але вводиться в дію лише під час воєн чи стихійних лих, та тимчасових армій, які набираються з цивільного населення тільки під час війни чи її загрози і розпускаються, коли вона минула. Постійні війська, як правило, краще оснащені, навчені та підготовлені до надзвичайних ситуацій, оборонного стримування і, зокрема, воєн. Термін датується приблизно 1600 роком, хоча явище, яке він описує, набагато давніше.
Армія стародавнього Риму вважається постійною протягом більшої частини імперського періоду та окремими моментами протягом кінця республіканського періоду.
Перша писемна згадка про постійну армію відноситься до армії Шумеру в Месопотамії, записана на Стелі Круків, між 2600 та 2350 до н. е. І також була створена Саргоном з Аккадської імперії, який порушив мир між Шумером та Аккадцями. Першою сучасною постійною армією у Європі були Яничари у Османській імперії, створені в XIV сторіччі н. е. У Західній Європі перша постійна армія була створена Карлом VII Французьким у 1445 році. Угорський король Матвій Корвін мав постійну армію, починаючи з 1460-х років, яка називалася Fekete sereg і була незвичайно великою для своєї епохи, а також здобула серію перемог та захопила частини Австрії, Відень (1485) та Богемії. За іншими визначеннями постійної армії, розуміється та що складається з добровільних професіоналів, а не з призваних зборів або найманців, Іспанія створила першу в Європі та світі сучасну постійну армію через створення видатної Терції, імператором Карлом I Іспанським (також відомим, як Карл V Австрійський). Терція вчинила революцію в тогочасних методах ведення війни на континенті й стала найпрестижнішою та непереможною силою протягом епохи домінування Іспанських Габсбургів в Європі. Зрештою всі європейські армії намагатимуться імітувати стиль і тактику бойових дій, використовуваної у терції, завдяки їх постійній інноваційній еволюції, яка була викликана творчими солдатами-ветеранами, з яких формувалися полки, і їхніми видатними лідерами. Терція стала настільки успішною, що її репутація, як непереможної сили, давала їй психологічну перевагу перед супротивником, який її панічно боявся, на полі бою. Іспанські Габсбурги сформують полки Терції в усіх своїх володіннях: італійські Терції, португальські Терції та бургундські Терції, для прикладу. Створення постійної армії у Британії у 1685 році королем Яковом II та пізніше здобуття контролю над Британськими колоніями в Америці Британською армією були суперечливими, оскільки призвели до недовіри арміям у мирний час, які перебували під занадто великим впливом голови держави, на противагу цивільному контролю над військовими, що призводить до тиранії.
У своїй впливовій роботі «Багатство народів» (1776) економіст Адам Сміт відзначає, що постійні армії є ознакою модернізації суспільства, оскільки сучасне ведення бойових дій потребує їхніх кращих навичок та вищої дисципліни, що досягається постійними тренуваннями. З XVIII сторіччя регулярні армії стали невід'ємною частиною оборони більшості економічно більш розвинених країн.
У Великій Британії та британських колоніях у Америці були присутні настрої недовіри постійній армії, що не підпадала під цивільний контроль. У Англії це призвело до прийняття Білля про права 1689, який передав контроль над постійною армією від короля парламенту, а у Сполучених Штатах, до прийняття Конституції США (Стаття 1, Пункт 8), яка залишає за допомогою права «влади гаманця» схожі повноваження за Конгресом, на противагу Президенту. Президент, однак, зберігає командування над збройними силами як верховний головнокомандувач. Під час конституційних дебатів на цю тему Елбридж Геррі від Массачусетсу виступав проти великої постійної армії, порівнюючи її, незабутньо і пустотливо, з ерегованим пенісом:

## Країни, які не мають постійної армії
До країн із доступними військовими силами, але без регулярної армії, належать Панама, Коста-Рика, Маврикій та Ісландія. Додаткові країни, що не мають військових сил.